# 劉芷妤
劉芷妤，臺灣作家、小說家、文學評論家，筆名「Miss 11」，國立東華大學創作與英語文學研究所藝術碩士（MFA），作品類型有驚悚和奇幻。

## 著作

### 小說
- 《迷時回：無糖城市漫遊指南》（2011年，台北：繆思）
- 《女神自助餐》（2020年，桃園：逗點文創結社）

［韓文譯本］Kim Isaac, 여신 뷔페 (Seoul: Minumsa Books, 2025)
- 《樂土在上》（2024年，台北：皇冠）

### 散文
- 《To：西子灣岸：我親愛的永無島》（2013年，高雄：高雄市文化局）

## 外部連結
- 劉芷妤的Facebook專頁
- 劉芷妤的Instagram帳戶